# Platinotypi
Platinotypi eller platinatryck är en fotografisk kopieringsmetod varvid används ett papper innehållande kaliumkloroplatinit och järnoxalat.
Kopiering sker i dagsljus, och järnsaltet reduceras då på de belysta ställena. Vid påföljande framkallning i en lösning av kaliumoxalat överför det reducerade järnsaltet platinaföreningen till metall, så att svärtning erhålls. I pappret kvarvarande järnsalt bortlöses med saltsyra och tvättas därefter med vatten. Bilderna blir djupsvarta och absolut hållbara och har ansetts mycket vackra, men metoden är dyrbar i användning.